# I perduti dell'isola degli squali
I perduti dell'isola degli squali (Platinum High School) è un film del 1960, diretto da Charles F. Haas. La pellicola è stata candidata al Golden Globe per la migliore attrice non protagonista per l'attrice Yvette Mimieux nel 1960.

## Trama
Navigando lungo le coste della California, Steven Conway è alla ricerca di risposte sulla misteriosa morte di suo figlio. Dopo essersi fermato in due moli senza ricevere rifornimenti, è costretto a ormeggiare sull'isola di Sabre Island nei pressi di una scuola militare d'elite, amministrata e diretta dal maggiore Redfern Kelly. La segretaria di Kelly, Jennifer Evans, è anche la sua amante e cercherà di ostacolare Conway nelle sue indagini, che ha potuto intraprendere solo dopo diversi mesi dalla morte del figlio essendo venuto a conoscenza molto dopo che la madre del ragazzo, ora morta, lo aveva mandato proprio in quell'accademia pagando una retta di diecimila dollari. Conway, si trovava in Pakistan per seguire un progetto. Egli tenta in ogni modo di poter leggere i diari di suo figlio e di parlare con uno dei ragazzi che è stato testimone oculare della sua morte, Crip Hastings, il quale sa che suo figlio è morto accidentalmente durante un crudele rito di iniziazione. 

Nel frattempo tre cadetti dell'accademia iniziano a provocare Conway cercando di indurlo a partecipare ad una rissa e nel frattempo intimidiscono il loro compagno Crip. I due amanti tendono una trappola a Conway, facendo fingere a Jennifer di essere intenzionata ad aiutarlo, ma, nel tentativo di far cadere Conway in mare in una zona infestata di squali, rimane vittima della sua stessa trappola. Conway riesce a fuggire dall'isola catturando Kelly, e a fargli confessare l'accaduto.